# Nationale 3 2016-2017 (hockey su pista)
Il Nationale 3 2016-2017 è stato il torneo di terzo livello del campionato francese di hockey su pista per la stagione 2016-2017. Esso è stato organizzato dalla Federazione di pattinaggio della Francia.

## Girone Bretagna

### Squadre partecipanti
- Crehen B
- Ergué-Gabéric B
- Lesneven
- Loudéac
- Pacé B

- Plonéour-Lanvern B
- Ploufragan C
- Plouguerneau
- Quévert B
- Quintin B

### Classifica finale
|  | Pos. | Squadra            | Pt | G  | V  | N | P  | GF  | GS  | DR  |
|  | ---- | ------------------ | -- | -- | -- | - | -- | --- | --- | --- |
|  | 1.   | Plonéour-Lanvern B | 50 | 18 | 16 | 2 | 0  | 102 | 36  | +66 |
|  | 2.   | Loudéac            | 39 | 18 | 12 | 3 | 3  | 116 | 85  | +31 |
|  | 3.   | Quévert B          | 36 | 18 | 12 | 0 | 6  | 116 | 84  | +32 |
|  | 4.   | Crehen B           | 30 | 18 | 10 | 0 | 8  | 99  | 83  | +13 |
|  | 5.   | Quintin B          | 28 | 18 | 9  | 1 | 8  | 88  | 100 | -12 |
|  | 6.   | Pacé B             | 24 | 18 | 8  | 0 | 10 | 106 | 103 | +3  |
|  | 7.   | Ploufragan C       | 24 | 18 | 7  | 3 | 8  | 83  | 94  | -11 |
|  | 8.   | Plouguerneau       | 16 | 18 | 5  | 1 | 12 | 84  | 101 | -17 |
|  | 9.   | Ergué-Gabéric B    | 9  | 18 | 2  | 3 | 13 | 71  | 127 | -56 |
|  | 10.  | Lesneven           | 7  | 18 | 2  | 1 | 15 | 69  | 121 | -52 |

## Girone Île-de-France-Nord

### Squadre partecipanti
- Briard
- Noisy-le-Grand C
- Roubaix B
- SCRA Saint-Omer B

- Sevran
- Sporting Fontenay B
- Villejuif B
- Wasquehal

### Classifica finale
|  | Pos. | Squadra             | Pt | G  | V  | N | P  | GF  | GS  | DR   |
|  | ---- | ------------------- | -- | -- | -- | - | -- | --- | --- | ---- |
|  | 1.   | SCRA Saint-Omer B   | 40 | 14 | 13 | 1 | 0  | 185 | 37  | +148 |
|  | 2.   | Roubaix B           | 27 | 14 | 9  | 0 | 5  | 98  | 81  | +17  |
|  | 3.   | Briard              | 27 | 14 | 8  | 3 | 3  | 79  | 94  | -15  |
|  | 4.   | Noisy-le-Grand C    | 20 | 14 | 6  | 2 | 6  | 73  | 61  | +12  |
|  | 5.   | Wasquehal           | 17 | 14 | 5  | 2 | 7  | 45  | 60  | -15  |
|  | 6.   | Sevran              | 13 | 14 | 4  | 1 | 9  | 43  | 93  | -50  |
|  | 7.   | Villejuif B         | 11 | 14 | 3  | 2 | 9  | 59  | 79  | -20  |
|  | 8.   | Sporting Fontenay B | 2  | 14 | 0  | 2 | 12 | 35  | 112 | -77  |

## Girone Paesi della Loira

### Squadre partecipanti
- ASTA Nantes B
- Bouguenais B-A
- Bouguenais B-B
- La Vendéenne B
- Mouilleron

- Nantes C-A
- Nantes C-B
- Poiré Roller B
- Saint-Sébastien

### Classifica finale
|  | Pos. | Squadra         | Pt | G  | V  | N | P  | GF  | GS  | DR   |
|  | ---- | --------------- | -- | -- | -- | - | -- | --- | --- | ---- |
|  | 1.   | La Vendéenne B  | 43 | 16 | 14 | 1 | 1  | 166 | 48  | +118 |
|  | 2.   | Bouguenais B-A  | 40 | 16 | 13 | 1 | 2  | 98  | 46  | +52  |
|  | 3.   | Poiré Roller B  | 36 | 16 | 12 | 0 | 4  | 91  | 64  | +27  |
|  | 4.   | Nantes C-A      | 24 | 16 | 8  | 0 | 8  | 106 | 93  | +13  |
|  | 5.   | Mouilleron      | 21 | 16 | 7  | 0 | 9  | 101 | 108 | -7   |
|  | 6.   | Saint-Sébastien | 18 | 16 | 6  | 0 | 10 | 70  | 96  | -26  |
|  | 7.   | ASTA Nantes B   | 16 | 16 | 5  | 1 | 10 | 74  | 111 | -37  |
|  | 8.   | Bouguenais B-B  | 9  | 16 | 3  | 0 | 13 | 47  | 105 | -58  |
|  | 9.   | Nantes C-B      | 7  | 16 | 2  | 1 | 13 | 66  | 148 | -82  |

## Girone Sud-Est

### Squadre partecipanti
- Aix-les-Bains B
- Chambery
- Gleizé en Beaujolais B
- Lione B

- Moulins 03
- Seynod
- Vaulx-en-Velin B
- Voiron

### Classifica finale
|  | Pos. | Squadra                | Pt | G  | V  | N | P  | GF  | GS  | DR   |
|  | ---- | ---------------------- | -- | -- | -- | - | -- | --- | --- | ---- |
|  | 1.   | Aix-les-Bains B        | 39 | 14 | 13 | 0 | 1  | 130 | 42  | +88  |
|  | 2.   | Seynod                 | 33 | 14 | 11 | 0 | 3  | 106 | 74  | +32  |
|  | 3.   | Voiron                 | 29 | 14 | 9  | 2 | 3  | 86  | 65  | +21  |
|  | 4.   | Chambery               | 23 | 14 | 7  | 2 | 5  | 69  | 41  | +28  |
|  | 5.   | Lione B                | 17 | 14 | 5  | 2 | 7  | 67  | 62  | +5   |
|  | 6.   | Gleizé en Beaujolais B | 10 | 14 | 3  | 1 | 10 | 58  | 80  | -22  |
|  | 7.   | Vaulx-en-Velin B       | 9  | 14 | 3  | 0 | 11 | 59  | 102 | -43  |
|  | 8.   | Moulins 03             | 1  | 14 | 0  | 1 | 13 | 37  | 146 | -109 |

## Girone Sud-Ovest

### Squadre partecipanti
- Biarritz B
- Blagnac
- Coutras B-1
- Coutras B-2

- Gazinet-Cestas B
- Gujan-Mestras
- Mérignac B-1
- Mérignac B-2

### Classifica finale
|  | Pos. | Squadra          | Pt | G  | V  | N | P  | GF | GS | DR  |
|  | ---- | ---------------- | -- | -- | -- | - | -- | -- | -- | --- |
|  | 1.   | Mérignac B-1     | 40 | 14 | 13 | 1 | 0  | 87 | 39 | +48 |
|  | 2.   | Blagnac          | 29 | 14 | 9  | 2 | 3  | 84 | 34 | +50 |
|  | 3.   | Coutras B-1      | 24 | 14 | 8  | 0 | 6  | 57 | 48 | +9  |
|  | 4.   | Gujan-Mestras    | 19 | 14 | 6  | 1 | 7  | 61 | 61 | 0   |
|  | 5.   | Biarritz B       | 18 | 14 | 6  | 0 | 8  | 54 | 69 | -15 |
|  | 6.   | Coutras B-2      | 13 | 14 | 4  | 1 | 9  | 55 | 76 | -21 |
|  | 7.   | Mérignac B-2     | 9  | 14 | 2  | 3 | 9  | 48 | 73 | -25 |
|  | 8.   | Gazinet-Cestas B | 9  | 14 | 3  | 0 | 11 | 43 | 89 | -46 |

## Finali promozione

### Squadre partecipanti
- Aix-les-Bains B
- La Vendéenne B
- Mérignac B-1
- Plonéour-Lanvern B
- SCRA Saint-Omer B

### Classifica finale
|  | Pos. | Squadra            | Pt | G | V | N | P | GF | GS | DR  |
|  | ---- | ------------------ | -- | - | - | - | - | -- | -- | --- |
|  | 1.   | SCRA Saint-Omer B  | 12 | 4 | 4 | 0 | 0 | 21 | 7  | +14 |
|  | 2.   | Mérignac B-1       | 6  | 4 | 2 | 0 | 2 | 10 | 12 | -2  |
|  | 3.   | La Vendéenne B     | 4  | 4 | 1 | 1 | 2 | 15 | 15 | 0   |
|  | 4.   | Aix-les-Bains B    | 4  | 4 | 1 | 1 | 2 | 11 | 14 | -3  |
|  | 5.   | Plonéour-Lanvern B | 3  | 4 | 1 | 0 | 3 | 10 | 19 | -9  |

## Verdetti
| Verdetto                | Club                           |
| ----------------------- | ------------------------------ |
| Promosse in Nationale 2 | SCRA Saint-Omer B Mérignac B-1 |